# Nuotama Bodomo
Nuotama Frances Bodomo, appelée aussi Nuotama Bodomo ou Frances Bodomo, née en 1988, est une scénariste et réalisatrice ghanéenne, vivant aux États-Unis. Son film Afronauts est considéré comme un classique de la science-fiction.

## Biographie
Née au Ghana en 1988 de parents tous deux éducateurs, Nuotama Frances Bodomo est d’origine dagari. Elle grandit en Californie, en Norvège et à Hong Kong, avant de s'installer à New York pour étudier le cinéma à l'université Columbia, puis à  la Tisch School of the Arts de l'université de New York,.
Son premier film, Boneshaker, sorti en 2013, avec l'actrice Quvenzhané Wallis, est sélectionné dans plusieurs festivals de cinéma, notamment en avant-première du Festival du film de Sundance 2013. Ce court métrage de treize minutes suit une famille ghanéenne qui traverse la Louisiane. Elle a dit vouloir y exprimer « ce sentiment de ne pas avoir d'endroit où se sentir chez soi »,.
Son film suivant, Afronauts, sorti en 2014, est inspiré du projet de conquête spatiale du zambien Edward Makuka Nkoloso,,. Ce court-métrage, là encore, est présenté en première américaine au Festival du film de Sundance 2014, et en première européenne au Festival international du film de Berlin 2014. Il est également inclus dans l'exposition Dreamlands : Immersive Cinema and Art, 1905-2016 au Whitney Museum of American Art. Il est raconté du point de vue d'une jeune femme de dix-sept ans sélectionnée pour être la première astronaute zambienne. Même s’il s’inspire du projet d'Edward Makuka Nkoloso, c’est une œuvre de fiction, tournée en noir et blanc (ce qui en renforce le caractère onirique). Il est considéré par le MoMA de New York comme un classique de la science-fiction au cinéma,. Parmi les acteurs de ce film figurent Diandra Forrest, Hoji Fortuna et Yolonda Ross (en).
En 2014, Nuotama Bodomo est citée dans une liste des 25 nouveaux visages du cinéma indépendant par le magazine Filmmaker Magazine. Elle est basée à New York,.
Elle réalise le court métrage Everybody Dies ! pour le long métrage omnibus Collective : Unconscious, sorti en 2016, dont la première a lieu au festival du film SXSW 2016. Il remporte le prix du meilleur court métrage expérimental au BlackStar Film Festival 2016. Ce court-métrage est plein « d'effroi existentiel et d'humour noir (dans de multiples sens) : une émission publique pour enfants animée par une Faucheuse larmoyante, qui chante des berceuses aux enfants pour les préparer à une vie de violence d'État contre les corps noirs, avant de lâcher le marteau ».
En 2018, Nuotama Bodomo intervient comme scénariste et réalisatrice sur Random Acts of Flyness (en), une série télévisée américaine de comédie à sketchs de fin de soirée d'HBO.
Elle travaille ensuite sur une version longue d'Afronauts, qui est soutenue par le Sundance Institute, le Tribeca Film Institute, le Hubert Bals Fund du Festival international du film de Rotterdam, le programme Emerging Storytellers de l'IFP et la Fondation Alfred P Sloan.
Nuotama Bodomo est boursière en 2019 des United States Artists (USA) pour le cinéma.

## Filmographie (extrait)

### Cinéma
- 2013 : Boneshaker
- 2014 : Afronauts
- 2016 : Collectif : Unconscious (segment Everybody Dies !)

### Télévision
2018 : Random Acts of Flyness